# Championnat d'Argentine de football 1960
Navigation
Saison précédente Saison suivante
La saison 1960 du Championnat d'Argentine de football est la 30e édition professionnelle de la première division argentine. Le championnat rassemble les 16 meilleures équipes du pays au sein d'une poule unique, où chaque club rencontre tous ses adversaires deux fois. En fin de saison, le dernier du classement sur les trois dernières saisons est relégué et remplacé par le vainqueur de la Segunda División.
C'est le club du Independiente qui termine en tête du championnat et remporte le 6e titre de champion d'Argentine de son histoire. Le club se qualifie pour la Copa Libertadores.

## Les 16 clubs participants
| \| Buenos Aires La Plata Rosario \| Villes représentées lors de la saison 1960 |
| Buenos Aires La Plata Rosario                                                  |

- Boca Juniors
- San Lorenzo de Almagro
- Ferro Carril Oeste
- River Plate
- Racing Club
- Independiente
- Rosario Central
- Lanús
- Gimnasia y Esgrima (La Plata)
- Huracán
- Vélez Sársfield
- Argentinos Juniors
- Estudiantes (La Plata)
- Atlanta
- Newell's Old Boys (Rosario)
- Chacarita Juniors - Promu de Segunda Division

## Compétition

### Classement
Le classement est établi en utilisant le barème suivant :
- Victoire : 2 points
- Match nul : 1 point
- Défaite, forfait ou abandon : 0 point

| Rang | Équipe                        | Pts | J  | G  | N  | P  | Bp | Bc | Diff |
| ---- | ----------------------------- | --- | -- | -- | -- | -- | -- | -- | ---- |
| 1    | Independiente                 | 41  | 30 | 17 | 7  | 6  | 49 | 33 | +16  |
| 2    | River Plate                   | 39  | 30 | 16 | 7  | 7  | 46 | 29 | +17  |
| 2    | Argentinos Juniors            | 39  | 30 | 15 | 9  | 6  | 68 | 48 | +20  |
| 4    | Racing Club                   | 37  | 30 | 14 | 9  | 7  | 72 | 43 | +29  |
| 4    | Boca Juniors                  | 37  | 30 | 13 | 11 | 6  | 58 | 36 | +22  |
| 6    | San Lorenzo de Almagro T      | 36  | 30 | 14 | 8  | 8  | 71 | 45 | +26  |
| 7    | Vélez Sársfield               | 33  | 30 | 12 | 9  | 9  | 48 | 46 | +2   |
| 8    | Rosario Central               | 29  | 30 | 10 | 9  | 11 | 55 | 71 | -16  |
| 9    | Huracán                       | 28  | 30 | 10 | 8  | 12 | 48 | 45 | +3   |
| 9    | Chacarita Juniors P           | 28  | 30 | 9  | 10 | 11 | 50 | 53 | -3   |
| 11   | Atlanta                       | 27  | 30 | 8  | 11 | 11 | 49 | 56 | -7   |
| 12   | Gimnasia y Esgrima (La Plata) | 25  | 30 | 9  | 7  | 14 | 50 | 60 | -10  |
| 13   | Estudiantes (La Plata)        | 23  | 30 | 9  | 5  | 16 | 44 | 69 | -25  |
| 14   | Lanús                         | 21  | 30 | 5  | 11 | 14 | 38 | 54 | -16  |
| 15   | Ferro Carril Oeste            | 19  | 30 | 5  | 9  | 16 | 28 | 58 | -30  |
| 16   | Newell's Old Boys (Rosario)   | 18  | 30 | 6  | 6  | 18 | 38 | 66 | -28  |

|  | Qualification pour la Copa Libertadores 1961      |
|  | Relégation en Segunda División                    |
|  | T : Tenant du titre P : Promu de Segunda División |

- Newell's Old Boys (Rosario) est relégué car il possède la plus mauvaise moyenne de points sur les trois dernières saisons (1958, 1959 et 1960).

## Bilan de la saison
| Tableau d'Honneur                   |               |
| Compétition                         | Vainqueur     |
| Championnat d'Argentine de football | Independiente |

| Qualifications continentales |               |
| Copa Libertadores 1961       | Independiente |

| Promotions et relégations   |                             |
| Promu en Primera Division   | Los Andes                   |
| Relégué en Segunda Division | Newell's Old Boys (Rosario) |